# Anglikanische Kirche von Papua-Neuguinea
Die Anglican Church of Papua New Guinea ist eine Mitgliedskirche der Anglikanischen Gemeinschaft und beschränkt sich auf die östliche Hälfte der Insel Neuguinea.
Sie zählt hier 166.046 Gläubige, was einen Anteil von 3,2 % der Gesamtbevölkerung ausmacht. Die Kirche, an deren Spitze als Primas der Erzbischof von Papua-Neuguinea steht, gliedert sich in 5 Diözesen (Aipo Rongo, Dogura, Neuguinea Inseln, Popondota, Port Moresby) und zählte Anfang 2002 118 Gemeinden mit 173 Priestern.
Die Anglican Church of Papua New Guinea kennt keine Frauenordination.

## Primates
- 1977–1983 David Hand (Bischof von Port Moresby)
- 1983–1989 George Ambo
- 1989–1996 Bevan Meredith
- 1996–2009 James Simon Ayong (Bischof von Aipo Rongo)
- 2010–2013 Joseph Kopapa (Bischof von Popondota)
- 2013–2017 Clyde Igara
- 2017–2020 Allan Migi
- 2020 – gegenwärtig Nathan Ingen